# Championnat de Belgique de football de deuxième division 1974-1975
 (décembre 2021).
Navigation
saison précédente saison suivante
Le Championnat de Belgique de football de Division 2 1974-1975 est la 58e édition du championnat de deuxième niveau national en Belgique. Il oppose 16 équipes, qui s'affrontent deux fois chacune en matches aller-retour. Le champion est directement promu en Division 1, tandis qu'un tour final opposant les équipes classées de la deuxième à la cinquième place est organisé pour désigner le second montant. À l'autre bout du classement, les trois derniers sont relégués en Division 3, ceci en raison de la relégation de trois équipes de première division, ramenée à 19 clubs en vue de la saison suivante.
Le titre échoit au Racing de Malines, qui remonte ainsi au plus haut niveau dix-sept ans après l'avoir quitté. Le principe du « tour final » reste maintenu et devient un grand classique de la saison de Division 2 belge. Boom, La Louvière, Tongres et le VG Ostende se qualifient pour cette mini-compétition. Les « Loups » s'avèrent être des spécialistes du genre, puisque douze mois après avoir remporté un tournoi similaire pour ressortir de Division 3, ils accèdent à l'élite nationale, pour la première fois de leur Histoire.
Dans le bas de tableau, on assiste à un petit événement puisque l'Union Saint-Gilloise est reléguée au 3e niveau pour la première fois (après 66 saisons, soit 58 en D1 et/ou 8 en D2). L'autre cercle bruxellois du Crossing de Schaerbeek accompagnent les « Apaches St-Gillois » en D3, ainsi que l'AS Eupen, laquelle avait pourtant disputé le barrage pour la montée vers l'élite nationale la saison précédente.

## Clubs participants
Les matricules en gras indiquent les clubs qui existent toujours aujourd'hui, les autres ont disparu.
| #  | Nom                                                | Mat. | Ville         | Stades         | En D2 depuis  | Total en D2 | Saison précéd. |
| -- | -------------------------------------------------- | ---- | ------------- | -------------- | ------------- | ----------- | -------------- |
| 1  | Koninklijke Sint-Truidense Voetbal Vereniging      | 373  | Saint-Trond   | Stayenveld     | 1974-75 (1re) | 10 s        | 16e D1         |
| 2  | Royale Union                                       | 10   | Saint-Gilles  | J. Marien      | 1973-74 2e    | 8 s         | 13e            |
| 3  | Koninklijke Voetbalclub Kortrijk                   | 19   | Courtrai      | Guldensporen   | 1973-74 2e    | 32 s        | 11e            |
| 4  | Koninklijke Racing Club Mechelen                   | 24   | Malines       | O. Vankesbeeck | 1969-70 6e    | 26 s        | 6e             |
| 5  | Koninklijke Sportklub Tongeren                     | 54   | Tongres       | Stedelijke     | 1971-72 4e    | 16 s        | 7e             |
| 6  | Royal Crossing Club de Schaerbeek                  | 55   | Schaerbeek    | Parc Josaphat  | 1973-74 2e    | 9e          | 12e            |
| 7  | Koninklijke Boom Football Club                     | 58   | Boom          | Gemeentelijk   | 1971-72 4e    | 30 s        | 8e             |
| 8  | Koninklijke Football Club Turnhout                 | 148  | Turnhout      | Villapark      | 1968-69 7e    | 34 s        |                |
| 9  | Koninklijke Sint-Niklaasse Sportkring              | 221  | Saint-Nicolas | Puyenbeke      | 1964-65 11e   | 28 s        | 15e            |
| 10 | Kon. Oud-Leerlingen St-Eduardus Merksem Sport-Club | 544  | Merksem       | Stedelijke     | 1973-74 2e    | 6 s         | 10e            |
| 11 | Allgemeine Sportvereinigung Eupen                  | 4276 | Eupen         | Kehrweg        | 1970-71 5e    | 5 s         | 4e             |
| 12 | Royal Tilleur Football Club                        | 21   | Tilleur       | de Buraufosse  | 1974-75 1re   | 36 s        | 2e D3 A        |
| 13 | Koninklijke Vanneste Genoostschap Oostende         | 31   | Ostende       | ??             | 1974-75 1re   | 5 s         | 1re D3 B       |
| 14 | Royal Albert Elisabeth Club de Mons                | 44   | Mons          | Ch. Tondreau   | 1974-75 1re   | 8 s         | 2e D3 B        |
| 15 | Royale Association Athlétique Louvièroise          | 93   | La Louvière   | du Tivoli      | 1974-1975 1er | 4 s         | 3e D3 B        |
| 16 | Kon. Waterschei Sport Verningin THOR Genk          | 553  | Genk          | A. Dumont      | 1974-75 1re   | 22 s        | 1re D3 A       |

### Localisation des clubs
| \| VG Oostende Courtrai Merksem St-Nicolas Boom Turnhout RC Mechelen Union Crossing Waterschei Tongres St-Trond Tilleur Eupen Mons La Louvière \| Localisation des clubs engagés en Division 2 1974-1975 |
| VG Oostende Courtrai Merksem St-Nicolas Boom Turnhout RC Mechelen Union Crossing Waterschei Tongres St-Trond Tilleur Eupen Mons La Louvière                                                              |

## Classements & Résultats
Légende
- Champion de Belgique de Division 2 1975 et promu en Division 1 la saison suivante
- Club qualifié pour le tour final pour la montée en Division 1
- Club relégué en Division 3 la saison suivante

Abréviations
 : club promu de Division 3 depuis la saison précédente
 : club relégué de Division 1 depuis la saison précédente
P1, P2, P3 : club vainqueur de la 1re, et/ou 2e et /ou 3e période et qualifié pour le Tour final

### Classement final
- Champion d'automne: K. RC Mechelen

| Rang | Équipe                         | Pts | J  | G  | N  | P  | Bp | Bc | Diff |
| ---- | ------------------------------ | --- | -- | -- | -- | -- | -- | -- | ---- |
| 1    | K. RC Mechelen (P1-P3)         | 41  | 30 | 17 | 7  | 6  | 52 | 27 | +25  |
| 2    | K. Boom FC                     | 39  | 30 | 15 | 9  | 6  | 51 | 33 | +18  |
| 3    | R. AA Louviéroise (P2)         | 39  | 30 | 13 | 13 | 4  | 46 | 23 | +23  |
| 4    | K. SK Tongeren                 | 36  | 30 | 14 | 8  | 8  | 44 | 30 | +14  |
| 5    | K. VG Oostende                 | 36  | 30 | 12 | 12 | 6  | 38 | 27 | +11  |
| 6    | KV Kortrijk                    | 34  | 30 | 13 | 8  | 9  | 37 | 30 | +7   |
| 7    | K. FC Turnhout                 | 33  | 30 | 11 | 11 | 8  | 46 | 41 | +5   |
| 8    | K. Sint-Truidense VV           | 31  | 30 | 11 | 9  | 10 | 40 | 37 | +3   |
| 9    | K. Waterschei SV THOR Genk     | 30  | 30 | 10 | 10 | 10 | 36 | 40 | -4   |
| 10   | R. AEC Mons                    | 29  | 30 | 12 | 5  | 13 | 37 | 44 | -7   |
| 11   | K. OLSE Merksem SC             | 26  | 30 | 6  | 14 | 10 | 40 | 49 | -9   |
| 12   | K. Sint-Niklaasse SK           | 25  | 30 | 8  | 9  | 13 | 28 | 36 | -8   |
| 13   | R. Tilleur FC                  | 24  | 30 | 9  | 6  | 15 | 42 | 48 | -6   |
| 14   | AS Eupen                       | 23  | 30 | 9  | 5  | 16 | 32 | 49 | -17  |
| 15   | Royale Union                   | 18  | 30 | 7  | 4  | 19 | 30 | 52 | -22  |
| 16   | R. Crossing Club de Schaerbeek | 16  | 30 | 6  | 4  | 20 | 33 | 66 | -33  |

### Résultats des rencontres
Avec seize clubs engagés, 240 matches sont au programme de la saison.
| Résultats (▼dom., ►ext.)                                   | BOO | CRO | EUP | KOR | LOU | MER | MON | ASO | RCM | NIK | STT | TIL | TON | TUR | USG | WAT |
| K. Boom FC                                                 |     | 1-0 | 6-1 | 1-1 | 0-0 | 1-1 | 2-0 | 0-0 | 3-2 | 0-1 | 2-0 | 4-0 | 2-2 | 5-3 | 3-0 | 3-1 |
| R Crossing Molenbeek                                       | 1-3 |     | 1-2 | 1-0 | 2-2 | 0-1 | 0-3 | 1-3 | 1-2 | 2-0 | 3-1 | 0-0 | 0-3 | 1-2 | 0-4 | 2-0 |
| AS Eupen                                                   | 2-2 | 3-2 |     | 4-1 | 1-2 | 1-0 | 0-0 | 3-1 | 0-1 | 0-2 | 2-3 | 2-1 | 0-2 | 2-2 | 2-1 | 0-1 |
| KV Kortrijk                                                | 0-1 | 3-1 | 3-1 |     | 0-1 | 1-1 | 0-0 | 2-0 | 2-1 | 1-0 | 0-0 | 2-1 | 1-0 | 3-1 | 2-0 | 4-0 |
| R. AA Louvièroise                                          | 3-4 | 5-0 | 1-0 | 2-2 |     | 1-3 | 5-0 | 1-1 | 0-1 | 3-1 | 3-0 | 1-0 | 3-1 | 1-1 | 3-0 | 2-0 |
| K. OLSE Merksem SC                                         | 1-2 | 2-2 | 1-1 | 1-1 | 1-1 |     | 4-1 | 2-2 | 2-5 | 1-0 | 1-2 | 3-1 | 2-2 | 0-0 | 1-0 | 2-2 |
| R. AEC Mons                                                | 1-2 | 1-0 | 2-0 | 2-1 | 2-2 | 4-1 |     | 0-0 | 3-1 | 1-2 | 2-0 | 1-0 | 1-0 | 1-0 | 3-0 | 0-3 |
| AS Oostende KM                                             | 2-0 | 4-0 | 1-0 | 3-1 | 1-0 | 3-1 | 2-0 |     | 1-0 | 0-1 | 4-0 | 2-1 | 0-0 | 2-2 | 2-1 | 0-1 |
| K. RC Mechelen                                             | 1-1 | 1-0 | 2-0 | 2-0 | 0-1 | 2-2 | 3-0 | 0-0 |     | 3-1 | 3-1 | 2-1 | 0-0 | 4-1 | 2-0 | 1-1 |
| K. St-Niklaasse SK                                         | 0-0 | 3-1 | 1-0 | 2-0 | 1-1 | 1-1 | 2-2 | 1-1 | 2-2 |     | 1-0 | 0-0 | 0-2 | 0-1 | 2-2 | 0-2 |
| K. ST-TRuidense VV                                         | 0-0 | 2-2 | 2-2 | 3-0 | 0-0 | 2-0 | 2-1 | 0-0 | 1-0 | 2-2 |     | 2-0 | 4-0 | 0-0 | 4-1 | 2-0 |
| R Tilleur FC                                               | 5-1 | 4-1 | 3-0 | 0-2 | 1-1 | 2-1 | 3-5 | 2-0 | 0-3 | 3-2 | 2-1 |     | 1-1 | 2-2 | 1-0 | 0-0 |
| K. SK Tongeren                                             | 2-1 | 2-3 | 2-0 | 0-0 | 0-0 | 6-2 | 2-0 | 0-0 | 1-2 | 1-0 | 3-1 | 1-0 |     | 3-1 | 2-1 | 1-0 |
| K. FC Turnhout                                             | 2-0 | 5-3 | 0-1 | 0-0 | 0-0 | 1-1 | 2-0 | 5-1 | 0-1 | 1-0 | 1-0 | 2-5 | 2-1 |     | 4-1 | 3-1 |
| Royale Union                                               | 0-1 | 2-0 | 3-1 | 0-1 | 0-1 | 1-0 | 3-0 | 1-1 | 1-4 | 1-0 | 1-4 | 2-1 | 0-2 | 1-1 |     | 2-3 |
| K. Waterschei SV THOR                                      | 1-0 | 2-3 | 0-1 | 1-3 | 0-0 | 1-1 | 2-1 | 1-1 | 1-1 | 2-0 | 1-1 | 4-2 | 3-2 | 1-1 | 1-1 |     |
| - Victoire à domicile - Match nul - Victoire à l'extérieur |     |     |     |     |     |     |     |     |     |     |     |     |     |     |     |     |

## La saison en bref
Lors de cette saison, l'URBSFA innove avec la mise sur pied d'un système de "périodes". Le principe est que la compétition de 30 rencontres est partagée en 3 périodes de 10 rencontres: (1 à 10, 11 à 20 et 21 à 30).
- Un classement distinct est établi par "période". Les trois vainqueurs de période se qualifient le tour final où il accompagne le 2e du classement général final.
- Un vainqueur de période ne peut pas prendre part au tour final s'il termine à une des deux places relégables. Familièrement, les "périodes" sont fréquemment appelées "tranches".

### 1repériode
Cette période concerne les dix premières journées. Elle est disputée du 31 août 1974 au 17 novembre 1974. Toutes les rencontres de la 9e journée se jouent le même jour (10 novembre 1974) à la même heure.

### 2epériode
Cette période concerne les matches des journées no 11 à 20. Elle est disputée du 24 novembre 1974 au 9 février 1975. Les rencontres de la 20e journée sont réparties entre le samedi 8 février 1975 et le dimanche 9 février 1975.

### 3epériode
Cette période concerne les 10 dernières journées. Elle est disputée du 16 février 1975 au 27 avril 1982. Toutes les rencontres des 29e et 30e journée se jouent le même jour à la même heure.

## Tour final
- 2e édition après celui créé la saison précédente. Comparativement à son devancier ce tournoi ne concerne que des clubs de Division 2.

### Participants
Le K. RC Mechelen sacré champion ayant gagné les Périodes 1 et 3, deux clubs sont repêchés dans l'ordre donné par le classement général final.
- K. Boom FC (2e du général),
- R. AA Louviéroise (gain de la 2e période)
- K. SK Tongeren (4e du général)
- K. VG Oostende (5e général).

### Classement final
L'ordre des matchs du tour final est désigné par un tirage au sort, effectué au siège de l'URBSFA
Légende
- Club promu en Division 1 la saison suivante

| Rang | Équipe            | Pts | J | G | N | P | Bp | Bc | Diff |  | Résultats (▼ dom., ► ext.) | LOU | BOO | TON | VGO |
| ---- | ----------------- | --- | - | - | - | - | -- | -- | ---- |  | -------------------------- | --- | --- | --- | --- |
| 1    | R. AA Louviéroise | 9   | 6 | 4 | 1 | 1 | 7  | 4  | +3   |  | R. AA Louviéroise          |     | 2-1 | 1-0 | 1-0 |
| 2    | K. Boom FC        | 6   | 6 | 2 | 2 | 2 | 10 | 8  | +2   |  | K. Boom FC                 | 1-1 |     | 2-0 | 2-3 |
| 3    | K. SK Tongeren    | 5   | 6 | 2 | 1 | 3 | 4  | 5  | -1   |  | K. SK Tongeren             | 1-0 | 1-1 |     | 2-0 |
| 4    | K. VG Oostende    | 4   | 6 | 2 | 0 | 4 | 6  | 10 | -4   |  | K. VG Oostende             | 1-2 | 1-3 | 1-0 |     |

### Résumé du Tour final
Ce tour final est passionnant d'un bout à l'autre. Les quatre participants occupent la tête, à tour de rôle, lors des quatre premières journées. Au bout du compte, c'est La Louvière notamment à la suite d'un faux-pas, à domicile, de Boom. Le « matricule 93 » décroche une deuxième montée de suite à l'issue d'un tour final. Il est le cinquième club de la Province de Hainaut à gagner le droit de monter dans la plus haute division belge -  et le 1re Hennuyer de l'élite à n'être ni de Charleroi, ni de Tournai..

## Meilleur buteur (hors tour final)
- Harald Nickel (K. FC Turnhout) avec 20 buts.

## Récapitulatif de la saison
- Champion : K. RC Malines (3e titre de Division 2)
- 18e titre de champion de Division 2 pour la Province d'Anvers

| Région flamande (10)            | Région flamande (10) | Province de Brabant (2)      | Province de Brabant (2) | Région wallonne (4)    | Région wallonne (4) |
| ------------------------------- | -------------------- | ---------------------------- | ----------------------- | ---------------------- | ------------------- |
| Province d'Anvers               | 4                    | Région de Bruxelles-Capitale | 2                       | Province de Hainaut    | 2                   |
| Province de Flandre-Occidentale | 2                    | Province du Brabant flamand  | 0                       | Province de Liège      | 2                   |
| Province de Flandre-Orientale   | 1                    | Province du Brabant wallon   | 0                       | Province de Luxembourg | 0                   |
| Province de Limbourg            | 3                    |                              |                         | Province de Namur      | 0                   |

1. ↑  Au niveau footballistique, la province de Brabant est toujours unitaire malgré sa partition territoriale en 1995.

### Promus en Division 1
- K. RC Mechelen
- R. AA Louviéroise

### Relégués en Division 3
- AS Eupen
- Royale Union
- R. Crossing Club de Schaerbeek

## Débuts en D2 -2eniveau
- Lors de cette saison 1974-1975, aucun club ne joue pour la toute première fois au 2e niveau nationale.

## Changement d'appellation
Dans le courant de cette saison, des sérieuses dissensions internes secouent le K. OLSE Merksem SC (matricule 544). Les défenseurs d'une pratique purement amateur s'opposent à ceux qui veulent un « club ambitieux ». Le clan « pro-amateurisme » finit par claquer la porte. Ce groupe quitte le cercle et (re)fonde OLSE Voetbal (qui exista de 1937 à 1941) et l'inscrivent dans une fédération amateur indépendante de l'URBSFA. Peu après la fin du championnat, soit le 1er juin 1975, la direction du matricule 544  voit l'URBSFA accepter le changement de nom du club. Celui-ci reprend la dénomination qui fut la sienne de 1927 à 1941: Merksem Sporting Club. Société Royale depuis 1951, le club est donc le K. Merksem SC.